# Bitwa pod Baeculą
Bitwa pod Baeculą – starcie zbrojne, które miało miejsce w roku 208 p.n.e.
W roku 208 p.n.e. doszło do decydującej bitwy pomiędzy Rzymianami a Kartagińczykami w Hiszpanii pod miejscowością Baecula. Wojska Kartaginy pod wodzą Hazdrubala ustawiły się w dogodnym miejscu, mając za plecami rzekę a przed sobą szeroką równinę. Naprzeciwko nich stanęły oddziały rzymskie Korneliusza Scypiona. Wódz rzymski wysłał do walki w pierwszym rzucie wojska lekkozbrojne, które uderzyły na centrum sił Hazdrubala. Równocześnie ciężkozbrojna piechota obeszła Kartagińczyków ze skrzydeł. Atak z flanki rozbił wojska Hazdrubala, zmuszając je do ucieczki. Rzymianom pomimo zwycięstwa nie udało się jednak okrążyć i zniszczyć armii przeciwnika, który poniósł niewielkie straty. Po bitwie wojska podlegające Hazdrubalowi Barkasowi opuściły Iberię, nie widząc sensu dalszej walki.

## Literatura
- Bernard Nowaczyk: Kartagina 149–146 p.n.e., Wyd. Bellona, Warszawa 2008.